# 安藤高夫
安藤 高夫 （あんどう たかお、1959年〈昭和34年〉4月1日 - ）は、日本の政治家、医師。自由民主党所属の衆議院議員（2期）、厚生労働大臣政務官。

## 経歴
東京都渋谷区生まれ。1984年（昭和59年）、日本大学医学部卒業。1989年（平成元年）、父の忠夫が死去、同年、2代目の医療法人永生会理事長に就任した。
2010年（平成22年）7月11日、第22回参議院議員通常選挙に比例代表から民主党公認、日本医師連盟、日本医療法人連盟、日本病院会政治連盟、全日本病院会政治連盟などの推薦で出馬するも落選。この選挙では、日本医師連盟支援を受けた自民党現職の西島英利とみんなの党新人の清水鴻一郎も落選した。
2012年（平成24年）10月16日、第23回参議院議員通常選挙で民主党から公認内定を受ける。2013年（平成25年）1月30日、公認辞退を申し入れた。同年2月19日、民主党常任幹事会で、公認を取り消される。
2014年（平成26年）11月25日、母で医療法人社団明生会理事長の明子が死去。大沼淳文化学園理事長が葬儀委員長を務めた。
2017年（平成29年）、第48回衆議院議員総選挙に比例東京ブロックから自由民主党で単独24位で出馬し、初当選。
2018年（平成30年）9月27日、細田派に加入。
2021年（令和3年）6月3日、東京9区の菅原一秀が辞職。同年9月28日、自民党は第49回衆議院議員総選挙に向け、菅原の後任に安藤を選任した。10月31日に行われた衆院選では立憲民主党新人の山岸一生に敗れる。自民党は比例東京ブロックで6議席を獲得。7番目の惜敗率（87.026％）だった安藤は比例復活もかなわず、議席を失った。
2023年7月19日、自民党は次期衆院選で新たに設けられる東京28区に安藤を擁立すると発表した。
2023年7月、自由民主党東京都練馬総支部長に就任した。
2024年10月27日の第50回衆議院議員総選挙では東京28区において立憲民主党新人の高松智之に336票差で敗れたものの、惜敗率99％台と僅差であったため比例東京ブロックで比例復活した。
2024年11月13日、第2次石破内閣で厚生労働大臣政務官に就任。

## 人物
- 2021年（令和3年）1月18日、議員会館の事務所に勤めるスタッフが新型コロナウイルスに感染していることが判明。検査を受けた結果、安藤の感染も判明した。国会議員の感染確認は安藤で8人目[16]。

## 所属団体・議員連盟
- 国際基準のタバコ対策を推進する議員連盟[17]

## 選挙歴
| 当落 | 選挙                     | 執行日         | 年齢 | 選挙区           | 政党       | 得票数    | 得票率 | 定数 | 得票順位 /候補者数 | 政党内比例順位 /政党当選者数 |
| ---- | ------------------------ | -------------- | ---- | ---------------- | ---------- | --------- | ------ | ---- | ------------------ | ---------------------------- |
| 落   | 第22回参議院議員通常選挙 | 2010年07月11日 | 51   | 参議院比例区     | 民主党     | 7万9872票 | ーー   | 1    | /                  | 18/16                        |
| 当   | 第48回衆議院議員総選挙   | 2017年10月22日 | 58   | 比例東京ブロック | 自由民主党 | ーー票    | ーー   | 17   | /                  | 5/6                          |
| 落   | 第49回衆議院議員総選挙   | 2021年10月31日 | 62   | 東京都第9区      | 自由民主党 | 9万5284票 | 35.59% | 1    | 2/4                | 7/6                          |
| 比当 | 第50回衆議院議員総選挙   | 2024年10月27日 | 65   | 東京都第28区     | 自由民主党 | 5万290票  | 28.93% | 1    | 2/3                | 1/5                          |